# András Hajnal
András Hajnal   (Budapest, 13 de maig de 1931 - Budapest, 30 de juliol de 2016) va ser un matemàtic hongarès.

## Vida i Obra
Després de superar els difícils temps de la Segona Guerra Mundial, Hajnal va començar a estudiar matemàtiques a la universitat de Budapest, en la qual es va graduar el 1953. Els tres cursos següents va estar a la universitat de Szeged, en la qual va defensar la seva tesi doctoral el 1956, dirigit per László Kalmár i en la qual introduïa el concepte de construïbilitat relativa.
Des del 1956 fins al 1970 va ser professor de la universitat de Budapest i el 1970 va ser transferit a l'Institut de Matemàtiques de l'Acadèmia de Ciències d'Hongria, tot i que va mantenir una relació a temps parcial amb la universitat. El 1994 va deixar el seu país per a unir-se a la universitat Rutgers, en la qual va dirigir el centre DIMACS (Centre de Matemàtiques Discretes). Es va retirar el 2004 i va retornar a la seva ciutat de naixement, Budapest, on va morir el 2016.
Els seus treballs de recerca van ser en el camp de la teoria de conjunts i de la lògica matemàtica i, més específicament, en teoria de conjunts combinatòria. Hajnal va publicar 164 articles científics i quatre llibres, un dels quals és el text estàndard de càlcul particional, escrit conjuntament amb Paul Erdős, Tibor Radó i Attila Máté.